# David Holmes (attore)
David Holmes (Londra, 1º dicembre 1983) è un attore e stuntman britannico, noto per essersi prestato come controfigura di Daniel Radcliffe in sei film della saga di Harry Potter.
Ha interpretato il ruolo di Terence Higgs nei primi due film della serie in omaggio ai suoi eccellenti servizi da stunt.

## L'incidente ai Leavesden Studios
Il 29 gennaio 2009, durante le riprese del film Harry Potter e i Doni della Morte - Parte 1, in un test shoot avvenuto ai Leavesden Film Studios (Londra) che prevedeva una sequenza aerea, Holmes è caduto rovinosamente al suolo dopo un lancio seguito a un'esplosione controllata. L'incidente è stato causato proprio dall'esplosione, che ha rotto le sicure dell'imbragatura cui era tenuto il ragazzo. Holmes, nonostante la brutta caduta, non ha mai perso conoscenza. Parlando infatti con i paramedici subito intervenuti sul set ha dichiarato di non sentire più le gambe. I preparativi di lavorazione sono stati sospesi per alcuni giorni. Sulla vicenda è stata aperta un'indagine per fare chiarezza.
Nei giorni seguenti al ricovero nel Watford General Hospital di Watford, Holmes, aveva annunciato che non appena possibile sarebbe tornato sul set nell'usuale professione mentre la sua famiglia ha ringraziato il personale medico per aver evitato la paralisi al giovane e i fans che gli sono stati vicini in ospedale. Il 16 marzo, però, il comunicato dei medici ha diagnosticato una tetraplegia permanente come conseguenza della caduta, riscontrando il 5% di possibilità di recupero degli arti. Il 15 novembre 2023 esce David Holmes: Il ragazzo che è sopravvissuto, un docufilm incentrato sulla vita di Holmes, nel quale Daniel Radcliffe è produttore esecutivo.

## Filmografia

### Cinema
- Harry Potter e la pietra filosofale (Harry Potter and the Philosopher's Stone) (2001)
- Harry Potter e la camera dei segreti (Harry Potter and the Chamber of Secrets) (2002)
- Harry Potter e il prigioniero di Azkaban (Harry Potter and the Prisoner of Azkaban) (2004)
- Harry Potter e il calice di fuoco (Harry Potter and the Goblet of Fire) (2005)
- L'ultima legione (The Last Legion) (2007)
- Harry Potter e l'Ordine della Fenice (Harry Potter and the Order of the Phoenix) (2007)
- My Boy Jack (2007)
- La bussola d'oro (The Golden Compass) (2007)
- Doomsday - Il giorno del giudizio (Doomsday) (2008)
- Inkheart - La leggenda di cuore d'inchiostro (Inkheart) (2008)
- Harry Potter e i Doni della Morte - Parte 1 (Harry Potter and the Deathly Hallows - Part 1) (2010)
- Harry Potter e i Doni della Morte - Parte 2 (Harry Potter and the Deathly Hallows - Part 2) (2011)